# Loma Hotempa
Loma Hotempa är en ort i Mexiko.   Den ligger i kommunen Atlahuilco och delstaten Veracruz, i den sydöstra delen av landet, 220 km öster om huvudstaden Mexico City. Loma Hotempa ligger 2 511 meter över havet och antalet invånare är 155.
Terrängen runt Loma Hotempa är kuperad åt sydost, men åt nordväst är den bergig. Runt Loma Hotempa är det ganska tätbefolkat, med 120 invånare per kvadratkilometer. Närmaste större samhälle är Río Blanco, 17,0 km norr om Loma Hotempa. I omgivningarna runt Loma Hotempa växer i huvudsak blandskog.